# Детонация (звукозапись)
Детона́ция в звукоза́писи — искажения звука в результате частотной модуляции посторонним сигналом с частотой 0,2—200 Гц, например, порождаемым колебаниями скорости протяжки магнитной ленты.
В англоязычной литературе термину детонация эквивалентен составной термин wow and flutter (где wow — «медленная» детонация («плавание» звука), flutter — «быстрая»).

## Природа искажений

Настройка детонометра по IEC 386 оптимизирована для области 1-10 Гц, и не чувствительна к области выше 20 КГц

Основные источники детонации — неравномерность скорости вращения электродвигателей; неравномерный износ деталей механизма; вибрации, порождённые трением деталей механизма и самой ленты.
В аналоговом магнитофоне неравномерность движения магнитной ленты вызвана несовершенством лентопротяжного механизма.
Детонация в диапазоне 15-100 Гц — одна из причин того, что в механизмах магнитофонов и проигрывателей грампластинок низкого и среднего класса (без кварцевой стабилизации частоты) доминирует ременной привод: резиновые пассики эффективно сглаживают неравномерность скорости вращения электродвигателя (при прямом приводе ведущего вала все эти неоднородности передаются непосредственно носителю (ленте, пластинке)).
При этом, искажения, вносимые детонацией, по оценкам, существенно менее заметны искажений звука, вносимых цифровым джиттером. Видимо, это связано с большей «мягкостью» и «плавностью» детонационных искажений, обусловленных эластичностью магнитной ленты и инерционностью механических элементов лентопротяжных механизмов.

## Измерения
Детонация численно оценивается коэффициентом детонации — «коэффициентом паразитной частотной модуляции, измеренной при условиях оценки, соответствующей среднему субъективному восприятию этой модуляции» (ГОСТ 11948-7).
«Условия оценки» предполагают, что различным частотным составляющим детонации присваиваются различные веса, соответствующие, с точки зрения разработчика стандарта, значимости этих частот для усреднённого слушателя.
Для измерения детонации используются образцовые ленты (пластинки) с записью чистого гармонического тона 3,15 кГц (именно к этой частотной области наиболее чувствителен слух человека). Воспроизведённый сигнал анализируется аналоговым или цифровым детонометром. Выделенный модулирующий сигнал пропускается через взвешивающий фильтр, настроенный в соответствии с выбранным стандартом. Фильтры, как правило, оптимизированы под область 1 — 10 Гц и «заваливают» частоты выше 10 Гц, поэтому низкий измеренный показатель не гарантирует действительно качественных параметров лентопротяжного механизма.

## Восприятие человеком
Движение аналогового носителя звукового сигнала (магнитной ленты, звуковой дорожки грампластинки) не является идеально линейным; механические несовершенства привода порождают гармонические и апериодические колебания скорости, которые и модулируют полезный сигнал. Восприятие такой модуляции человеком зависит от модулирующей частоты:
- до 4 Гц — «плавание» звука;
- 5—15 Гц — «дробление»;
- 15—25 Гц — «дрожание»;
- 25—100 Гц — «хриплость», «грязь» на средних частотах;
- свыше 100 Гц — дополнительные тоны (явно слышимые призвуки).

Уровень детонации, однозначно воспринимаемой человеком как дефект звука, зависит от содержания звукового материала. Слух человека усредняет ощущение детонации за время порядка 0,1 с, поэтому кратковременные, разовые скачки скорости проходят незамеченными. Распознавание детонации с частотами в диапазоне 15—100 Гц относительно сложно, так как нетренированный слушатель не в состоянии отличить «грязь» детонации от аналогичных искажений иной природы.